# Mami Higashiyama
Mami Higashiyama (東山 麻美 / ひがしやま まみ, Higashiyama Mami) (11 juin 1977 - Himeji, Japon) est une comédienne japonaise aujourd'hui spécialisée dans la postsynchronisation et le doublage. Mani s'adonne aussi beaucoup au théâtre et à la chanson. À Tōkyō on peut la croiser régulièrement aussi bien dans les grandes salles que sur les petites scènes.

## Filmographie

### Séries télévisées
- 1997 : Megaranger (電磁戦隊メガレンジャー, Denji Sentai Megaranger?) : Miku Imamura / Megapink
- 2004 : Minimoni de :  Bremen no ongakutai (ミニモニ。でブレーメンの音楽隊?) : Setsuko dans la 3e partie
- 2006 : Keigo étoile (介護エトワール?) : apparition
- 2006 : Boukenger (轟轟戦隊ボウケンジャー, Gōgō Sentai Boukenger?) : Kei, la mère de Boukensilver dans les épisodes N°19 et 20
- 2006 : Shukan Akagawa Jiro (週刊 赤川次郎?) : apparition

### Dessins animés
- 2001 : Earth Girl Arjuna (地球少女アルジュナ, Chikyū shō Arjuna?) : Juna Ariyoshi / Arjuna
- 2007 : Tempō ibun ayakashi ayashi (天保異聞 妖奇士?) : Ninai
- 2007 : Wangan midnight (湾岸ミッドナイト?) : Ninai

### Films
- 2002 : Ryōma no Tsuma to sono otto to aijin (竜馬の妻とその夫と愛人?)
- 2004 : Lady Joker (紀雄の部屋?)
- 2005 : Irasshaimase, Kanja sama (いらっしゃいませ、患者様?)
- 2005 : Zoo
- 2007 : Midu umi (みづうみ?)
- 2007 : WHITE MEXICO

### Vidéofilm
- 1998 : Denji Sentai Megaranger tai Carranger (電磁戦隊メガレンジャー VS カーレンジャー?) : Miku Imamura / Megapink
- 1999 : Seijū sentai Gingaman tai Megaranger (星獣戦隊ギンガマン VS メガレンジャー?) : Miku Imamura / Megapink
- 1999 : Hyakujū Sentai Gaoranger tai super Sentai (百獣戦隊ガオレンジャー VS スーパー戦隊?) : Miku Imamura / Megapink

### Jeux vidéo
- 1998 : Murder on the Eurasia express (ユーラシアエクスプレス殺人事件?)
- 2001 : The Fear